# 再春館製薬所
株式会社再春館製薬所（さいしゅんかんせいやくしょ、英語：Saishunkan Pharmaceutical Co.,Ltd.）は、熊本県上益城郡益城町に本社を置く化粧品・医薬品・医薬部外品の通信販売業の企業である。

## 概要・特徴
- 社名は、江戸時代の熊本藩に建てられた医学校「再春館」に因んでいる。
- 1980年代 - 1990年代に再春館薬業や再春館製薬といった名称を用いた事もあり、提供クレジットも2つの名称が用いられていた。
- 一般的な化粧品と異なり店舗販売は行なっておらず、基本的に「テレビ通販」などに特化しており、「客が納得するまで売らない」「買うまで売らない」など独自の商売倫理に立ったCM作りで有名である。

## 沿革
- 1932年
  - 熊本県熊本市岡田町に『再春館製薬所』を設立。
- 1959年
  - 株式会社再春館製薬所を設立。資本金100万円。
- 1960年
  - 生薬処方の痛散湯（麻杏薏甘湯加防已）を発売。
- 1964年 
  - 生薬処方の強力蘇命湯 を発売。
- 1969年 
  - 生薬処方の痛散湯エキス顆粒 を発売。
- 1974年
  - コラーゲン配合美容クリームドモホルンリンクル開発に成功。
- 1976年 
  - コラーゲン20%配合化粧品ドモホルンリンクルクリーム20 を発売。
- 1982年
  - 西川通子が代表取締役社長に就任、その後、ダイレクト・テレマーケティングシステムを本格的に導入。
- 1983年
  - 熊本にテレマーケティングセンターを設立。
- 1986年
  - フリーダイヤル（0120-444-444）を導入（この電話番号は後にウェブサイトのURIにも採用される）。女優の中村玉緒をドモホルンリンクルのCMに起用。
- 1987年
  - 阿蘇郡西原村の鳥子工業団地に阿蘇工場を新設（現在は地元食品メーカーマルキン食品の工場となっている）。
- 1988年 
  - 社員専用無料保育所『おひさま保育園』開設。
- 1989年 
  - 資本金を1億円に増資。
- 1990年 
  - 阿蘇工場に隣接して『漢方工園』を竣工。
- 1992年
  - ドモホルンリンクル［全7点］ワンライン完成。
  - 設立60周年を迎え新社屋を熊本市帯山に竣工開始。『再春館レディースゴルフトーナメント』がスタート。
  - 育毛剤「薬用カムカQRIII」を発売。
- 1993年
  - 売上高が100億円を突破。当時社長の西川通子が120億円を目指そうとしたところ大量の返品[注釈 1]が送られたため約3か月間電話による販売を中止[2][3]。
  - お客様感動作りの原点となる「TM（テレマーケティング）改革」
  - ｢お客様満足室｣を始めとしたサービス体制を強化。
- 1994年
  - 希望しない顧客に対しての電話営業や勧誘を停止[3]。
- 1997年
  - 東京都港区高輪に東京事務所を開設。
- 2000年 
  - 本社ビルに5月に銃弾4発、6月に1発が撃ち込まれる。一連の事件で暴力団2代目北岡会幹事長木村義一を始めとする10人が逮捕
- 2001年
  - 上益城郡益城町に工場を新設、工場名称を『再春館ヒルトップ』とした。
- 2002年
  - フリーダイヤル営業時間8時から22時に拡大、365日発送開始。
- 2003年
  - ISO14001取得。
- 2004年
  - 代表取締役社長に西川正明が就任。西川通子前社長は会長に就任。『再春館レディースゴルフトーナメント』が13回を以て終了。
  - ISO9001取得。
  - 西川通子、代表取締役会長に就任。
  - 西川正明、代表取締役社長に就任。
- 2006年
  - 熊本市南区御幸木部の林ヶ原記念病院を買収し、『桜十字病院』に改称、病院経営に乗り出す。西川通子会長が理事長に就任。
  - プライバシーマーク取得。
  - 生薬100%薬用入浴剤「養生薬湯」を発売。
- 2007年
  - 1月1日：本社を熊本市中央区帯山のITMビルから自社工場がある「再春館ヒルトップ」に移転。新本社名称を『つむぎ商館』とした（1月5日より業務開始）。
  - 5月1日：自社ウェブサイトに外部からの不正アクセスがあり、一部の顧客情報が閲覧されたことを発表（詳細項参照）[4][5][6]。
- 2008年
  - 2月20日：｢第17回地球環境大賞（フジサンケイ ビジネスアイ賞）｣を受賞したことを発表。自社の環境に対する取り組みが評価された。
  - ｢コミュニケーター｣を「お客様プリーザー」へ名称変更。
  - 3月10日：｢くまもとバイオビジネス大賞｣を受賞したことを発表。
  - 7月1日：｢第61回広告電通賞ダイレクト広告賞｣を受賞したことを発表。
- 2009年2月5日：熊本県が主催する「くまもとソーラーパーク」企業として認定。
- 2010年
  - 1月1日：新商品として「光対策 素肌ドレスクリーム」発売開始。
  - 1月20日：同社のアンテナショップ「伝統薬房」を東京都港区高輪にある東京事務所1階に開設。
- 2011年
  - 8月1日：新商品として飲料「飲むドモホルンリンクル」発売開始。
  - 10月1日：主婦の友社発刊『再春館製薬所 ニッポンいちの社員食堂』発売。
  - 10月8日：同社初の海外販売を香港にてスタート。
  - ｢アシスタント｣を「スピンザー」へ名称変更。
- 2012年
  - 1月13日：Jリーグロアッソ熊本のオフィシャルトップパートナーとしてスポンサー契約を締結。これまでのピッチ広告に加え、2012年ユニフォーム（背中）スポンサーに加わる。
  - 5月11日：株式会社再春館「安心・安全」研究所を設立。残留農薬検査の事業化をスタート。
  - 8月1日：｢再春館 はるさんのあんしん台所｣を開始。
  - 10月6日：香港に続き、台湾にて海外販売をスタート。
  - 10月25日：大阪・阪急うめだ本店に「コミュニケーションスペース」と称して、初出店。
- 2013年
  - 8月6日：プロバスケットボールチーム「熊本ヴォルターズ」に協賛。
  - 9月18日：All Aboutより、再春館製薬所監修の電子書籍『スキンケアのプロが教える 30代からの肌づくりBOOK』が発刊。
- 2014年
  - 2月18日：同社の「コミュニケーションスペース」2店舗目を福岡・博多阪急に出店。
  - 3月8日：新星出版社より、再春館製薬所監修の『再春館製薬所が教える おうち漢方』が発刊。
  - 8月7日：同じ熊本に活動拠点を置いていたルネサスエレクトロニクスのバドミントン部（ルネサス セミコンダクタ パッケージ&テスト ソリューションズが運営）の受け皿として「くまもと再春館製薬所バドミントンチーム」の設立を発表[7]。
  - 西原地区太陽光発電設置太陽光全体を再春館「太陽の畑」と命名パネル数 30,177枚発電力7,810kwへ拡大。
- 2015年
  - 1月15日：新商品として『年齢筋力応援 「長白仙参（ちょうはくせんじん）」』発売開始。
  - 1月28日：新商品として「めぐりの結晶［年齢美習慣］」発売開始。
  - 4月1日：くまもと再春館製薬所バドミントンチームを創設。前身チームから引き継いでバドミントン日本リーグ1部（現在：バドミントンS/Jリーグ）に加盟。
  - 11月21日：主力商品「ドモホルンリンクル」をリニューアル。
  - サンクス・イルミネーション22年の歴史に幕。
- 2016年
  - ドモホルンリンクル［準備3点］、［日中ケア］リニューアル。
  - 2月16日：ドモホルンリンクル初となる、全8製品での「抗シワ評価」での効能取得。
  - 4月15日：前日の地震で本社および工場が被災、24日まで操業を停止する。
  - 5月10日：バドミントンチーム所属選手の山口茜がリオデジャネイロオリンピック代表選手に内定。
  - 8月1日：阪急うめだ本店（大阪府）をリニューアル。
  - 11月29日：元常務取締役の永田大助容疑者逮捕[8]。
  - 12月1日：18代目の“クリーム20”発売　さらにコラーゲン力を引き出すものへ進化。
  - ISO14001 自己宣言。
  - 台湾・台北ラウンジ移転、路面店型として新装拡大オープン。
- 2017年
  - 3月13日：京王百貨店（東京都）に対面型コミュニケーションスペース出店。
  - 3月27日：熊本大学薬学部との共同研究講座「再春館・自然×サイエンス共同研究講座」開設。
  - 6月30日：再春館製薬所体育館『サクラリーナ』の完成。
  - 9月7日：新たな再春館グループとしてテレマーケティング受託事業「株式会社ヒューマンリレーション」始業。
  - 9月13日：ドモホルンリンクルが台湾の「女人我最大賞」において7商品で大賞を受賞。
  - 糖化を抑制する「甘藷（芋）焼酎粕エキス」で特許を取得。
  - 10月16日：熊本県が推進する「ブライト企業」に認定。
  - 12月15日：台湾の「2017 100MVP経理人」を日本人で唯一、西川正明社長が受賞。
- 2018年
  - 6月6日：タイ化粧品事業部開始。
  - ｢Domohorn Wrinkle Experience Space｣をオープン。
  - 7月31日：｢くるみんマーク｣を取得（子育てサポート企業認定）。
  - 8月8日：日本初「聴こえやすく聴覚にやさしいコールセンター」構築に向けた音声通話支援システムの共同開発に関する業務提携契約を締結。
  - 9月13日：台湾の「女人我最大賞」で、“クリーム20”が殿堂入り「殿堂名誉賞TOP10」入賞。同時に同部門における一般投票で1位を獲得。
  - 10月30日：不知火菊から抽出した新規成分で特許申請。
- 2019年
  - ｢NPSベンチマーク調査2018通販化粧品部門｣において第1位を獲得。
  - 3月12日：ドモホルンリンクル初のデザインボトル「基本4点 日本応援セット」発売。
  - 3月13日：東京青山に「100年キレイミュージアム」を期間限定オープン。
  - 代表取締役会長 西川通子、「熊本県産業振興特別功労賞」を受賞。
  - 5月23日：NTTコムオンラインNPSベンチマーク調査2018「通販化粧品部門」で1位を受賞。
  - 熊本県内の大学生を対象に（再春館くまもと奨学金制度）を導入。
  - 10月28日：熊本県が推奨・認定する「ブライト企業」の中から、特に優れた取り組みを認められ表彰される「熊本ブライト企業賞」多様な人材の活躍推進部門にて表彰される。
  - 11月22日：タイNo1女性誌「Praew」主催ビューティーアワード受賞。
  - 12月2日：松屋銀座（東京都）に国内4か所目となる常設・対面型コミュニケーションスペース出店。
  - 12月11日：主力商品であるドモホルンリンクルがブランド誕生45年目を迎える。
  - 代表取締役会長　西川通子、秋の叙勲「旭日双光章」受章。経済産業省の推薦ならびに女性経営者の受章は熊本県初。
  - 台湾・台中にラウンジ出店。
- 2020年
  - 松坂屋名古屋（愛知県） 新対面型コミュニケーションスペースを出店。
  - 3月17日：新商品として機能性表示食品「歩みのゼリー 根のちから」（2015年に発売した「長白仙参」の後継商品）を発売開始。
  - タイ（バンコク）にセントラルワールド店を出店。
  - タイ（バンコク）にセントラルプラオ店を出店。
  - ｢めぐりの結晶｣「飲むドモホルンリンクル」が機能性表示食品としてリニューアル。
  - ｢第3回日本サービス大賞｣において優秀賞を受賞。
  - ドモホルンリンクル『基本4点』がリニューアル。
- 2021年
  - ｢JAPAN EC大賞2020｣において総合大賞のほか、2部門でも受賞。
  - ｢健康経営優良法人2021（大規模法人部門）｣に認定。
  - 12月1日：主力商品ドモホルンリンクル『準備3点、日中ケア』をリニューアル。
  - iOS 9001自己宣言。
  - 熊本県SDGs登録制度第一次登録事業者に登録。
- 2022年
  - 1月1日：新ブランド「Lashiku」を投入。
  - Lashiku『腸活』［機能性表示食品］を発売。
  - Lashiku『からだ・しなやか』［栄養機能食品］を発売。
  - 3月23日：WEBサイト 「私らしく。」 を開設。
  - Lashiku『腸活』が日本最大の発行部数を誇る美容雑誌「美的」にて、「美容賢者が選ぶ2022年上半期ベストコスメ」ヘアケア＆ボディケア・その他部門 インナーケア編　第3位を受賞。[9]
  - ドモホルンリンクル4製品が台湾最大の美容大賞「女人我最大」他、3媒体6部門で受賞。[10]
  - 11月24日：Lashiku『体においしい薬膳スープ粥』を定番商品化。
  - 12月16日：主力商品「ドモホルンリンクル」など数製品を益城町ふるさと納税返礼品として提供開始。[11]
- 2023年
  - 3月6日：ドモホルンリンクル『フェイスパウダー』を数量限定で販売開始。
  - 再春館製薬所が「令和5年度文部科学大臣表彰創意工夫功労者賞」を受賞。[12]
  - タンパク質の一種「Angptl2」の抑制に対する、不知火菊から抽出した有効成分の特許を取得。[13]
  - 7月10日：再春館製薬所の噂話により、Twitter内でドモホルンリンクルを愛用するインフルエンサーがいわれのない誹謗中傷を浴びたことを受け、「誹謗中傷被害ご相談窓口」を設立。また、同件に対して「コミュニケーションポリシー」を制定。[14][15]
  - 9月26日：ドモホルンリンクル、Lashiku各製品を、ふるさと納税サイト「さとふる」、「ふるなび」でふるさと納税返礼品として提供開始。
  - 12月11日：ふるさと納税の新たな取り組みとして、「再春館 ふるさと納税」サイトをオープン。
- 2024年
  - 2月8日：ドモホルンリンクル史上初のブランドアンバサダーとして、熊本県出身の俳優・高良健吾が就任。[16]
  - 3月1日：ドモホルンリンクル初の「メイクアップ品」、「フェイスパウダー」を定番化。[17]
  - 8月3日：バドミントンチーム所属の志田千陽、松山奈未が2024年パリオリンピックで銅メダルを獲得。

## 主な商品
- ドモホルンリンクル（基礎化粧品）
  - 化粧落としジェル
  - 洗顔石鹸
  - 泡の柔肌パック
  - 保湿液
  - 美活肌エキス（医薬部外品）
  - クリーム20（医薬部外品）
  - 保護乳液
  - 光対策 ドレスクリーム
  - フェイスパウダー
- 痛散湯（麻杏薏甘湯加防已）（生薬製剤）
- 歩みのゼリー 根のちから（機能性表示食品）
- Lashiku（食品・入浴剤など）
  - Lashiku 腸活[18]（機能性表示食品）
  - Lashiku からだしなやか（栄養機能食品）
  - Lashiku 体においしい薬膳スープ粥
  - 養生薬湯（入浴剤）
  - 飲むドモホルンリンクル（機能性表示食品）
  - めぐりの結晶（機能性表示食品）

## 過去に販売していた商品
- 蘇命湯（生薬製剤）
- プラセンタドモホルン（医薬品外用剤）
- カムカQRIII（薬用育毛剤）

## テレビ番組
- 日経スペシャル カンブリア宮殿 "地方独立宣言"第2弾 熊本の"肝っ玉母ちゃん"　全国を制す（2009年9月7日、テレビ東京）[19]

## 広告

### テレビCM
「♪0120-444-444」のサウンドロゴによるテレビCMを下記の番組で放送しており、ナレーションは高良健吾が担当している。内容はドモホルンリンクルだけでなく、企業の取り組みを紹介する内容のものもいくつか流している。
1980年代後半、『ドモホルンリンクル』のテレビCMには中村玉緒が出演していた。
2017年度からは従来のサウンドロゴをベースに「444-444」を「♪ドモホルンリンクル」というものに変更した上、インターネットでの検索を促すバージョンも放送されている。
2021年度よりロゴの一新に伴い、サウンドロゴが一新された他、インターネットでの検索もサウンドロゴでは無い別バージョンを流している。
また、熊本県内に本社を置く企業であることから、熊本県の民放テレビ各局でもCMが放送されている。但し、内容は企業の取り組みを紹介するもので、CMの最後に企業ロゴとともに申し込みの受付電話番号（フリーダイヤル）が表示されるが、前述のサウンドロゴは流れない。

#### 提供番組
日本テレビ系列
- 秘密のケンミンSHOW（読売テレビ制作、2018年10月 - ）
- シューイチ
- ザ!鉄腕!DASH!!（2024年4月 - ）

TBS系列
- ラヴィット!
- サタデープラス（毎日放送制作）

フジテレビ系列
- オトナの土ドラ（東海テレビ制作。「東海テレビ制作の昼の帯ドラマ」から引き続いて提供。）

テレビ朝日系列
- モーニングショー（第2期、火曜日）

など
ゴールデンタイムでも提供番組があるが、昼の提供番組はP&Gやメットライフ生命（旧アリコジャパン→メットライフアリコ）と共に多い。
熊本県民テレビ
- テレビタミン（毎週水曜18時台、1分枠）
- KKTニュース（毎週土曜夕方）

#### 特殊例
- 情報ライブ ミヤネ屋（読売テレビ制作、日本テレビ系列）
※完全なスポンサーではなく、ネットスポンサー明けの最初のCMとして流されている。
- ヒルナンデス!（日本テレビ系列）
※こちらも完全なスポンサーではないが、13時台の最初のCMとして流されている。

#### 過去の提供番組
★は番組自体現在も継続中。
日本テレビ系列
- 伊東家の食卓
- ワザあり!にっぽん（中京テレビ制作）
- 午後は○○おもいッきりテレビ→おもいッきりイイ!!テレビ→おもいッきりDON!→DON!
- ザ・ワイド（読売テレビとの共同制作）
- ウェークアップ!ぷらす（読売テレビ制作）★
- 真相報道 バンキシャ!★
- 誰だって波瀾爆笑
- 1億人の大質問!?笑ってコラえて!★

TBS系列
- バリキン7 賢者の戦略→学校へ行こう!
- ピンポン!（11:30枠全国ニュースコーナーのみ。隔日。）
- ドラマ30（毎日放送と中部日本放送が交互に制作。毎日提供していたが、最末期を除き隔日で1分枠の場合スポンサー読み上げがあった。）
- ひるドラ（同上）
- ひるおび!（12時台平日の帯。13時台月曜日 - 木曜日の帯。各30秒と金曜13時台CBCテレビ制作枠30秒、金曜14時台毎日放送制作枠前半ヒッチハイクで30秒）★
- 2006年バレーボール世界選手権
- JNNイブニング・ニュース（土曜日のみ）
- JNN報道特集
- 報道特集NEXT★
- 坂上&指原のつぶれない店★

フジテレビ系列
- 笑っていいとも!増刊号
- 2007年世界フィギュアスケート選手権
- 新報道プレミアA
- クイズ!ヘキサゴンII
- ネプリーグ★
- めざましテレビ★
- とくダネ!（水曜日・木曜日のみ30秒枠で放送）
- FNNニュースレポート11:30→FNNスピーク
- FNNニュース2:00
- 直撃LIVE グッディ!（14時台ネットスポンサー）
- VS嵐→VS魂
- Mr.サンデー（関西テレビとの共同制作）★
- 東海テレビ制作昼の帯ドラマ（東海テレビ制作）
必ず番組次回予告の前にCMが入るようになっている。→CM終了後はそのまま次回予告に行かずそのまま本編を放送し次回予告に変わっている。CMを放送する場所は決まって終盤の方に放送している。東日本大震災の影響により2011年3月14日 - 3月18日は、放送休止で提供なし、3月21日 - 3月25日は、当社のみ提供クレジットを表示、3月28日以降は全社提供クレジットを自粛。4月途中（曜日不明）、提供クレジットの表示を再開。番組終了後「オトナの土ドラ」にて引き続いて提供。
- バイキングMORE
- ポップUP!

テレビ朝日系列
- スーパーモーニング→モーニングバード
- 金子信雄の楽しい夕食（朝日放送制作）
- 土曜ワイド劇場（毎月第3週は朝日放送制作）
- たけしの健康エンターテインメント!みんなの家庭の医学（朝日放送制作）
- ワイド!スクランブル★
- 上沼恵美子のおしゃべりクッキング（朝日放送制作）
- 新婚さんいらっしゃい!（朝日放送制作）★
- 報道ステーション（金曜のみ）

熊本県民テレビ
- テレビタミン（毎週月曜17時台、1分枠）★

熊本朝日放送
- KABニューストレイン（毎週木曜、1分枠）
- ニュース&情報ライブ くまパワ（毎週月曜、1分枠）★

なお、1990年代後期にテレビ東京系のシネマタウンや時代劇アワーで提供表示はないがCMを流した事がある。

### ラジオCM
ラジオでは主に、痛散湯・歩みのゼリー 根のちから を紹介したラジオCMが放送されている。各局の代表するパーソナリティがCMを担当している。指定第二類医薬品に区分されるため、CMの最後に使用上の注意のアナウンスが流れる。読み上げは生島及び各パーソナリティがするが、稀に女声の合成音声で読み上げられた物の場合もある。歩みのゼリー 根のちからのCMは「777♪444♪」のサウンドロゴを放送している。
- TBSラジオ：堀井美香、外山惠理
- 文化放送：白井静雄、吉田涙子
- ニッポン放送：高嶋ひでたけ、斉藤安弘、石川みゆき
- アール・エフ・ラジオ日本：まれに加藤裕介・細渕武揚のバージョンも流れる。
- HBCラジオ：松永俊之、内藤克
- STVラジオ：巻山晃、牧泰昌、喜瀬浩
- 青森放送：夏目浩光
- 秋田放送：菅原実、田村修
- 山形放送：門田和弘
- ラジオ福島：大和田新
- 栃木放送：矢野健一
- 山梨放送：櫻井和明
- 信越放送：久保正彰
- 静岡放送：國本良博
- CBCラジオ：多田しげお、伊藤敦基、角上清司、平野裕加里、小高直子
- 東海ラジオ：松原敬生、蟹江篤子、青山紀子、小島一宏
- MBSラジオ：馬場章夫、桜井一枝、太田幸司、野村啓司、浜村淳、山本浩之、近藤光史（いずれも「痛散湯」のみ）、子守康範（｢長白仙参｣のみ）
- ABCラジオ：桑原征平、安井牧子、橋詰優子、高野あさお、中原秀一郎（中原は「長白仙参」兼任）
- ラジオ関西：羽川英樹→立原啓裕→西條遊児
- 和歌山放送：平井理弘
- 中国放送：世良洋子
- 南海放送：山下泰則
- KBCラジオ：沢田幸二、富田薫、藤原満 ほか
- 宮崎放送：上岡信夫
- 琉球放送：箕田和男
- ラジオNIKKEI：白川次郎→渡辺和昭

この他、上記の局以外の民放AMラジオ局各局に於いても流れているが、CMナレーターについては明らかにされていない。また立場上、局アナはCM冒頭で氏名を名乗らない。最近はTOKYO FMやα-STATION、CROSS FM、FMヨコハマなど民放FMラジオ局やラジオNIKKEIでも「痛散湯」「ドモホルンリンクル」のCMが流れるようになった。

#### 提供番組
TBSラジオ
- おはよう一直線（木曜日「再春館製薬所 健康一直線」）
  - 以上の番組ではスポット枠でも当社のCMが流れる。

#### 過去の提供番組
- 初田啓介の激アツ!エキサイトベースボール!（TBSラジオ）
- TBSラジオ エキサイトベースボール（TBSラジオ）
- うえやなぎまさひこのサプライズ!（ニッポン放送）
- どうですか歌謡曲（ニッポン放送、NRN系列への裏送り番組）

厳密には「提供番組」に当たらないが、全日本トラック協会が長らく単独で提供していた『ドライバーズ・リクエスト』（TBSラジオが制作した平日のJRN全国ネット向け帯番組）では、生島ヒロシバージョンのスポットCMを火曜日限定で放送していた。

### その他
- Jリーグロアッソ熊本：スポンサーとしてピッチ広告を出している。
- プロバスケットボールチーム「熊本ヴォルターズ」：ユニフォームスポンサー
- プロ野球チーム「火の国サラマンダーズ」：スポンサー

## 自社主催イベント
- 再春館レディースゴルフトーナメント（現在：ライフカードレディスゴルフトーナメント→西陣レディスクラシック→KKT杯バンテリンレディスオープン）
- サンクスイルミネーション（毎年12月に再春館ヒルトップ敷地内で行われるイルミネーションイベント）
  - 2015年開催の「第22回 サンクス・イルミネーション 2015」をもって終了。

## 自社ウェブサイトへの不正アクセス事件
2007年5月1日、定例システムチェックを実施した際に通常を上回るアクセス数の記録を確認した。この結果、自社ウェブサイトに外部からの不正アクセスがあり、一部の顧客情報が閲覧された事が発表された。これを受けてウェブサイトは同日午後10時から閉鎖し、「お知らせとお詫び」に変更された。
被害を受けたのは、顧客情報約27万人のうち14万1,483人分である。また、閲覧された内容は氏名・メールアドレス・ユーザーIDとパスワード・電話番号が閲覧されたものと説明している。
| 閲覧された情報                             | 閲覧された人数                                                 |
| ------------------------------------------ | -------------------------------------------------------------- |
| メールアドレスのみ                         | 110,269人                                                      |
| メールアドレス+氏名                        | 223人 （うち1人は電話番号を含む）                              |
| メールアドレス+ユーザーIDとパスワード      | 31,125人 （うち295人はメールアドレスを含まず）                 |
| メールアドレス+氏名+ユーザーIDとパスワード | 164人 （うち2人は電話番号を含む、3人はメールアドレスを含まず） |

なお、クレジットカード番号、口座番号、その他の情報などが閲覧されていない事が確認された。閲覧された情報を悪用される「二次被害」についてはまだ確認されていない。情報が閲覧された顧客に対し、謝罪のメールや手紙を送信した（電話番号が閲覧された人には電話でも謝罪している）。
2007年5月2日には、熊本県警に不正アクセス行為の禁止等に関する法律（不正アクセス禁止法）違反容疑などで被害届を提出。この件に関して、5月3日午後3時から本社で記者会見し、詳しい経緯を説明した。顧客情報が閲覧された時間帯（4月30日午前9時20分 - 5月1日午前10時44分）に記録された接続元の機器の場所は中国国内だったという。通常の接続数は1日約1万件であるのに対し、顧客情報が閲覧された時間帯の約25時間には約14万件もの接続があったという。
この事から、5月4日から6月末までテレビCMが公共広告機構（現在：ACジャパン）に差し替えられていた。なお、同日から数日間は番組の提供クレジットに“再春館製薬所”の文字が表示されたままとなっていた。その後、5月8日から順次、事件に関する情報などがウェブサイトに掲載された。
なお、ウェブサイトについては、事件から1か月後の6月中旬頃を目処に再開される予定だったが、6月6日より一部のページが再開。7月5日時点では、商品利用者向けコミュニティサイトを除いた他のページがすべて再開。商品利用者向けコミュニティサイトについては7月23日に再開され、これにより、すべてのサイトが再開した。

## 研究成果に関する学会発表
主に、天然の化粧品原料と老化のメカニズムについての学会発表を行っている。
化粧品原料においてはこれまで、チューリップ（ピンクダイヤモンド）の花びらから抽出されるエキスによるコラーゲン合成促進効果や、「芋焼酎粕」やスイス高山植物「ピンピネラ」など天然物の化粧品への利用のための研究成果などを発表している。熊本県の不知火地方でのみ採れる「不知火菊」の研究は、同社の主な研究成果の一つである。
老化のメカニズムに関しては、アンジオポエチン様因子2（Angptl2）や熱ショックタンパク質（HSP）の皮膚老化との関係およびそのメカニズムについての研究が主である。2015年には、皮膚科学分野におけるAngptl2研究および同抑制生薬に関する熊本大学との共同研究成果を発表している。
近年は、天然原料を用いた防腐剤の開発や漢方における修治を化粧品原料に応用する研究なども行っている。
- 2009年
  - 富山県産のチューリップ（ピンクダイヤモンド）の花びらから抽出されるエキスによる、「皮膚細胞でのコラーゲン合成促進効果」について、「日本薬学会第129年会」にて発表。
  - 熱ショックタンパク質（HSP70）による「メラニン合成の抑制作用や紫外線による損傷からの回復効果」について、熊本大学と「第15回国際光生物学国際会議（International Congress of Photobiology　2009）」にて発表。
- 2010年
  - ｢芋焼酎粕抽出物の抗糖化作用とメラニン抑制作用｣・「スイス高山植物ピンピネラの抗酸化作用」について「日本生薬学会第57回年会」にて発表。
  - ｢毒性の少ないHSP70誘導生薬のスクリーニング及びメラニン産生に対する効果｣について、天然物「ヤバツイ（野馬追）」、「アルニカ」が皮膚を守りながら美白作用を示すことを、熊本大学と「日本薬学会第130年会」にて発表。
- 2011年
  - ｢シワシミ抑制機能を有する自己回復タンパク質 熱ショックタンパク質（HSP70）｣について、熊本大学と「第41回欧州研究皮膚科学会」にて発表。
- 2012年
  - 熱ショックタンパク質（HSP70）の皮膚におけるシワシミ抑制機序について解析し、「紫外線に対するHSP70の効果と化粧品への応用」について「日本薬学会第132年会」にて発表。
  - 熊本大学が再春館製薬所とのAngptl2を標的とした共同研究を「第30回日本美容皮膚科学会総会・学術大会」にて発表し、優秀演題賞を受賞。
- 2013年
  - ｢Angptl2による皮膚老化促進メカニズム｣について熊本大学が再春館製薬所と「第32回美容皮膚科学会」にて発表。
  - ｢シワ｣・「メタボリックシンドローム」は、同じタンパク質の過剰な働きが共通の原因と「第13回日本抗加齢医学会総会」において、再春館製薬所と熊本大学の共同研究で発表。
- 2014年
  - ｢Angptl2による皮膚発がん促進メカニズムの機能｣について熊本大学が再春館製薬所と「第14回日本抗加齢医学会」にて発表。[22]
- 2016年
  - ｢不知火菊抽出物のAngptl2発現抑制効果と老化促進因子が及ぼす肌への影響｣について「日本生薬学会第63回年会」にて発表。[23]
- 2019年
  - 不知火菊抽出物のメラニン合成抑制機序について解析し、「Angptl2発現を抑制する不知火菊抽出物はメラニン産生経路を抑制する」ことを「第19回日本抗加齢医学会総会」にて発表。[24]
  - オタネニンジンについて蒸気処理の最適化を行い、「蒸気処理最適化による紅参エキスのメラニン産生抑制作用増大とその成分変化」について「第19回日本抗加齢医学会総会」にて発表。[25]
  - コラーゲンのリサイクルに着目し、「種々の素原料を用いた大棗エキスのコラーゲン受容体Endo180産生促進作用とその活性成分」について「日本生薬学会第66回年会」にて発表。[26]
  - 複数の真菌に対する天然植物の抑制効果を検討し、「真菌に対する天然防腐原料の発見と実用化に向けた検討」について「防菌防黴学会第46年次大会」にて発表。
  - 不知火菊抽出物の詳細な分析を行い、「不知火菊より得られたAngptl2発現抑制成分の作用、及び、部位・種特異性」について「日本薬学会第140年会」にて発表。
- 2020年 
  - 一卵性双生児を被験者に実施した、肌測定と生活習慣に関するアンケート結果を解析し、「夜勤勤務、歯周病、運動習慣なし、運動歴なし、急激な体重増加(3 kg/年以上)は、肌状態を有意に悪化させる環境要因である」ことを「第20回日本抗加齢医学会総会」にて発表。
  - 植物エキスによる細胞内のOPH活性を評価し、「加水分解コメヌカ抽出物による真皮細胞の酸化タンパク質分解酵素（OPH）活性化および抗カルボニル化作用」について「第20回抗加齢医学会総会」にて発表。
  - 生薬基質（ハトムギ・トチュウ・ラカンカ）の複合発酵による発酵物の有用性を見出し、「生薬複合基質による麹菌Aspergillus oryzae発酵産物の有用性付与とその成分変化」について「2020年度日本フードファクター学会・日本農芸化学会西日本支部合同大会」にて発表。
  - 栽培方法による植物の有用性向上のための検討として「根株養生刈り取り栽培によるピンピネラの有用性向上の検討」について「日本フードファクター学会・日本農芸化学会西日本支部 合同大会（第332回講演会）」にて発表。
  - 257種の植物サンプルを評価し、米ぬか（加水分解コメヌカ抽出物）に抗カルボニル化・抗糖化の作用があり、植物エキスとして初めて、細胞内の酸化タンパク分解酵素(OPH) を活性化 することを発見し、特許出願をいたしました（特願2020-123905）。本研究の成果は、「第20回 日本抗加齢医学会総会」（2020年9月25日 - 9月27日）にて発表。
- 2021年
  - 熊本県を主産地とする柑橘「パール柑」の皮から抽出したエキスに、線維芽細胞の 「遊走性活性化」作用を確認。この「コラーゲンを生成する細胞の移動」作用により、人体において“ムラの 無いコラーゲン生成”分布が期待され、シワ予防効果への応用研究に展開していけることが示唆されました。  同研究成果は、「日本生薬学会第67回年会」（2021年9月19日・9月20日）にて発表。
- 2022年
  - 天然素材である乳酸菌発酵米で作られたラメラ構造を持つ乳化粒子が、”シワ改善機能”を有する有効成分をより肌の奥へ浸透させ、効果を発揮しやすい状態へ導くことを明らかにした。また同技術の応用により、その他の効果成分を必要な場所に届け、更なる効果を発揮できることが示唆された。同研究成果は、「日本薬学会第142回年会」（2022年3月25日 - 3月28日）にて発表。
- 2023年
  - 紫外線照射によるピンピネラの機能性成分含有量及び抗酸化活性の増強を検討し、「ピンピネラの紫外線照射による成分変化と機能性向上」について「日本生薬学会第69回年会」（2023年9月9日・9月10日）にて発表。

## 論文
- 2009年
  - ｢コラーゲン特異的分子シャペロン熱HSP47誘導剤開発と化粧品への応用｣（フレグランスジャーナル 2009年7月号）[27]
- 2010年
  - ｢Prevention of UVB Radiation-induced Epidermal Damage by Expression of Heat Shock Protein 70｣（Journal of biological chemistry「Suppression of Melanin Production by Expression of HSP70」（Journal of biological chemistry 2010年4月号）
- 2013年
  - ｢皮膚におけるアンジオポエチン様因子2の発現とシワの形成の影響｣（月刊細胞 2013年9月号）
- 2014年
  - ｢皮膚におけるアンジオポエチン様因子2 の発現とシミの形成の可能性｣（別冊BIO Clinica 皮膚における炎症性疾患）
- 2016年
  - ｢皮膚におけるアンジオポエチン様因子2 の発現と不知火菊抽出物のシミ形成抑制作用｣（BIO Clinica 2016年2月号）
- 2018年
  - ｢UV-B-activated B16 melanoma cells or HaCaT keratinocytes accelerate signaling pathways associated with melanogenesis via ANGPTL 2 induction, an activity antagonized by Chrysanthemum extract｣（Experimental Dermatology 2018年12月号）
- 2020年
  - ｢メラニン産生におけるアンジオポエチン様因子2の役割と不知火菊抽出物の抑制機構｣（フレグランスジャーナル 2020年2月号）[28]
- 2022年
  - ｢天然素材を用いたラメラ構造を有する乳化製剤による機能性成分の皮膚浸透性への影響｣（フレグランスジャーナル 2022年6月号）[29]

## 特許
- 2012年：熱ショックタンパク質誘導剤、およびこれを含む皮膚用外用剤、食品、並びに、熱ショックタンパク質誘導剤の製造方法(特許番号:第5080065号)
- 2015年：熱ショックタンパク質の発現誘導剤(特許番号:第5697879号)
- 2016年：ピンピネラサキシフレイジ抽出物(特許番号:第5890955号)
- 2017年：皮膚外用剤(特許番号:第6166506号)
- 2019年：不知火菊抽出物を含む抗皮膚老化剤(特許番号:第6490342号)
- 2023年：Angptl2阻害剤及びその用途(特許番号:第7296616号)

出典

## 関連会社等
- 株式会社九州警備保障
- 株式会社キューネット
- 株式会社キューカート
- 医療法人桜十字（桜十字病院）
- 株式会社 クオリティライフ・コンシェルジュ（旧ビーエム・セブン・コーポレーション）
- 公益財団法人 再春館「一本の木」財団
- 株式会社桜十字
- 株式会社 再春館「安心・安全」研究所
- あゆみ株式会社
- 再春館システム株式会社
- 株式会社ヒューマンリレーション

## 備考
- 絶倫ゴールドやボインボインバストなどの強壮・美容関係の商品を扱っている「再春館薬品」という会社があるが、関係はまったくない。
  - なお、2010年3月に、再春館製薬所は再春館薬品に対し、類似商号の使用禁止などを求める訴訟を、東京地裁に起こした[注釈 2]。9月、再春館薬品が商号を変更または抹消することなどを条件に和解成立。
- 2000年には、当時熊本市帯山にあった本社社屋の窓ガラスと壁に、5月に銃弾4発、6月にも銃弾5発がそれぞれ撃ち込まれたほか、当時阿蘇郡西原村にあった阿蘇工場の窓ガラスが割られる事件が発生。のちに銃刀法違反などの疑いで暴力団「北岡会」幹部らが逮捕された[31][32][33]。
- 九州産業交通（九州産交、現:九州産業交通ホールディングス）が産業再生機構の支援を受けていた時期に、後継スポンサーとして当社が名乗りを上げ、再建経営案を提出し、さらにはくまもと阪神も30%を出資して当社と協同して九州産交を経営するといった案も浮上するなど、当社の今後が注目されたが、最終的には大手旅行代理店のエイチ・アイ・エスが経営権を取得したため、当社による支援は白紙となった。
- アルコ&ピースのコントに同社のCMを基にしたネタがある。
- 2016年4月14日に発生した平成28年熊本地震で震源地にあった本社・工場が被災し10日間ほど営業を停止したが、被災後まもなく、認定NPOピースウィンズ・ジャパンに協力し、本社敷地内に災害用避難テントを張るなどの復旧支援活動を実施した。また、5月13日には熊本城に5億円の復旧支援金を寄付している。
- 自社の製造や商品の受注等で使用する電力は、ほぼ100%太陽光発電で賄っている[注釈 3]。

## 書籍

### 関連書籍
- ｢再春館製薬所 ニッポンいちの社員食堂 女性社員800人の健康・美・やる気を引き出す｣（著者：再春館製薬所）（2011年10月1日、主婦の友社）ISBN 9784072789940
- ｢今日からはじめよう再春館製薬所が教えるおうち漢方｣（監修：再春館製薬所）（2014年3月8日、新星出版社）ISBN 9784405092556